# Lampronycteris brachyotis
Lampronycteris · Lampronyctère à oreilles courtes
Genre
Espèce
Répartition géographique
Statut de conservation UICN

 LC  : Préoccupation mineure
Lampronycteris brachyotis, le Lampronyctère à oreilles courtes, unique représentant du genre Lampronycteris, est une espèce sud-américaine de chauves-souris de la famille des Phyllostomidae.

## Description
Lampronycteris brachyotis a une longueur de la tête et du corps comprise entre 48 et 62 mm, la longueur de l'avant-bras entre 40 et 42 mm, la longueur de la queue entre 7 et 13 mm, la longueur du pied entre 11 et 14 mm, la longueur des oreilles entre 13 et 19 mm et un poids allant jusqu'à 14 g.
Le crâne est trapu et légèrement allongé. Une crête sagittale peu développée est souvent présente. La région interorbitale est gonflée. Le rostre est aplati et légèrement concave. Les incisives supérieures internes sont grandes et en forme de ciseau, tandis que les externes sont bifides.
La fourrure est relativement courte. Les parties dorsales varient du noir brunâtre au rouge cannelle, tandis que les parties ventrales sont plus pâles, avec un collier de longs poils rougeâtres raides le long de la gorge. La feuille nasale est petite, avec une lancette fine et pointue, d'environ 3 mm. Un coussinet charnu est présent sur la lèvre inférieure, avec un sillon en forme de Y. Les oreilles sont de taille normale, arrondies et séparées. Le tragus est long et pointu. Les pieds sont longs et fins. Le calcar est plus court que le pied. La queue est courte et entièrement incluse dans la grande membrane interfémorale, parsemée de poils près du corps.
Contrairement aux autres espèces du genre Micronycteris, Lampronycteris n'a pas de bande de peau sur le front reliant les oreilles et la quatrième dent après la canine dans la mâchoire supérieure est droite et étroite. Contrairement aux représentants des genres Glyphonycteris, Neonycteris et Trinycteris, le cinquième métacarpien est le plus court.
Le caryotype est 2n=32 FNa=60.

## Répartition
Cette chauve-souris est présente avec trois populations distinctes en Amérique centrale et en Amérique du Sud : dans les États du sud du Mexique de Veracruz et Oaxaca jusqu'au Belize, au Guatemala, au Nicaragua, au Costa Rica, au Panama, au Venezuela, en Colombie, dans l'Est de l'Équateur et au Pérou, au Guyana, au Suriname, en Guyane, dans le Nord de la Bolivie et dans les États brésiliens de Pará au nord et de Bahia, Espírito Santo et São Paulo au sud-est. On le trouve également sur l'île de la Trinité.
Elle vit dans les forêts tropicales humides de plaine, à feuilles caduques et sempervirentes, jusqu'à 700 mètres d'altitude.

## Comportement

### Habitation
Lampronycteris brachyotis se réfugie dans les cavités des arbres, les grottes, les mines et les ruines. Elle forme de petits groupes pouvant accueillir jusqu'à dix individus composés d'un mâle, de plusieurs femelles et de juvéniles.
Les espèces Glossophaga soricina, Mimon cozumelae, Trachops cirrhosus, Desmodus rotundus ont été enregistrées dans des grottes en même temps.

### Alimentation
L'activité prédatrice commence généralement deux heures après le coucher du soleil, avec un deuxième pic d'activité après minuit.
Elle se nourrit d'insectes et d'arachnides, mais pendant les saisons sèches, elle peut également se nourrir de fruits, de nectar et de pollen.

### Reproduction
Des mâles sexuellement actifs ont été observés en mai et juin sur l'île de Trinidad. Des femelles allaitantes ont été observées au Mexique au cours du mois d'août et en juin au Guatemala, en compagnie d'autres femelles gravides. Il y a probablement deux saisons de reproduction synchronisées avec les saisons des pluies.

## Classification
Le nom valide complet (avec auteur) de ce taxon est Lampronycteris brachyotis (Dobson, 1879). L'épithète de l'espèce brachyotis fait référence aux petites oreilles.
Ce taxon porte en français le nom vernaculaire ou normalisé suivant : Lampronyctère à oreilles courtes.
Lampronycteris brachyotis a pour synonyme :
- Micronycteris brachyotis (Dobson, 1879) .

L'espèce faisait partie du genre Micronycteris jusqu'en 2000,.